# 2010年バンクーバーオリンピックのオランダ選手団
2010年バンクーバーオリンピックのオランダ選手団（2010ねんバンクーバーオリンピックのオランダせんしゅだん）は、2010年2月12日から2月28日までカナダのブリティッシュコロンビア州バンクーバー市で開催された2010年バンクーバーオリンピックのオランダ選手団、およびその競技結果。

## 概要
今大会は金メダル4個、銀メダル1個、銅メダル3個の合計8個のメダルを獲得した。
スノーボードではニコリーン・ザウエルブライが女子パラレル大回転でオリンピックのスノーボード競技オランダ勢初のメダルとなる金メダルを獲得した。

## メダル
| メダル | 選手名                                                                      | 競技             | 種目               |
| ------ | --------------------------------------------------------------------------- | ---------------- | ------------------ |
| 金     | マーク・タウタート                                                          | スピードスケート | 男子1500m          |
| 金     | イレイン・ブスト                                                            | スピードスケート | 女子1500m          |
| 金     | スベン・クラマー                                                            | スピードスケート | 男子5000km         |
| 金     | ニコリーン・ザウエルブライ                                                  | スノーボード     | 女子パラレル大回転 |
| 銀     | アネット・ゲリットソン                                                      | スピードスケート | 女子1000m          |
| 銅     | ロリーヌ・ファンリーセン                                                    | スピードスケート | 女子1000m          |
| 銅     | ボブ・デヨング                                                              | スピードスケート | 男子10000m         |
| 銅     | ヤン・フロクハイゼン スベン・クラマー シモン・カイペルス マルク・タイテルト | スピードスケート | 男子団体パシュート |